# 地方図
地方図（ちほうず）とは、国土地理院が作成する縮尺50万分の1の地図で、交通網、集落、水系及び地形等の地方的な概況を読みとることができ、比較的広域を対象とした地域計画、教育、観光ならびに主題図・地図帳編集の基図など、広範囲の用途に供することができるように作成された一般図である。

## 歴史
陸地測量部（国土地理院の前身）により、大正8年（1919年）から「輿地図（よちず）」の名称で、50万分1図の作成が行われた。昭和13年（1938年）までの20年間に日本全国、朝鮮、台湾等の地域について64面が完成された。図の規格を、経度差2度30分、緯度差1度40分の経緯線で区画した切図方式の柾判 (460mm{\displaystyle \times }580mm) としたので、50万分1図としては作成面数が多くなった。昭和17年（1942年）には、「帝国図」と改称された。
第二次世界大戦後、広域図として50万分1図の必要性が再認識されて、図の名称の改称・図郭の切り換え・図の規格の変更等が行われた。輿地図から地方図へ・切図から地方ブロック単位の広域図形式へ・柾判からより大きい四六判 (788mm{\displaystyle \times }1091mm) へ等の決定がされ、昭和22年（1947年）から再び図の作成が始められた。日本全国（小笠原・南西・歯舞等の各諸島は除く）が7地方・8面で包括され作成された。
昭和28年（1953年）から、第2回目の修正編集が実施された。そこでは、図郭の再分割により、四六判の大きさに統一され、昭和33年（1958年）までに全国8面（北海道は2面、離島等は前回と同じく含まない）が完成された。この修正編集の資料には、20万分1暫定版図と一部分に5万分1地形図が使用された。
その後、再びこの地方図の体系的見直しが行われ、昭和41年（1966年）から第3回目の改編集が実施された。この図の性格は、「交通網、集落、水系および地形等を地域別に大観できる一般図であり、全国および地方別の地域・行政・計画・地理教育、ならびに主題図・地図帳編集の基図として使用する」とされた。そして、編集の資料も、新しい20万分1地勢図が使用され、全面的な改編集図となった。
現在では、小笠原・南西・歯舞等の各諸島の図も作成されて、日本全域が8面で包括されている。

## 50万分1地方図の内容
記号には、道路（高速自動車国道・一般国道・主要地方道等）や鉄道（新幹線・JR線等）、航路等の交通網がある。また、都市は、行政区分（市・町・村）記号で表現しており、人口による区分を注記の大小で分類している。地形は、等高線や等深線等で表現しており、山の高さと海の深さを段彩（同じ高さ、同じ深さを帯ごとに彩色）で表現した7色刷の図と、段彩がない4色刷の図の2種類がある。
地図の投影法は、ランベルト正角円錐図法による。